# مانوئل اورانتس
 مانوئل اورانتس (انگلیسی: Manuel Orantes؛ زاده ۶ فوریهٔ ۱۹۴۹) یک تنیس‌باز اهل اسپانیا است.